# Eduardo Allax
Eduardo Allax Scherpel,[carece de fontes?] conhecido apenas como Eduardo Allax (Rio de Janeiro, 2 de julho de 1977), é um treinador e ex-futebolista brasileiro que atuava como goleiro. Atualmente comanda o Macaé.
Ganhou fama nacional ao marcar um gol de cabeça pelo Bangu sobre o Fluminense nos minutos finais prorrogação da semifinal do Campeonato Carioca de 2002, que foi anulado de maneira controversa. Voltou a marcar um gol em 2003, desta vez pelo Atlético-MG. É um dos goleiros que mais vestiu a camisa do Náutico, clube pelo qual atuou entre 2006 e 2009. 

## Carreira como jogador
Eduardo começou a carreira pela Portuguesa da Ilha do Governador. Após uma breve passagem pelo Anápolis em 1998, se transferiu para o Bangu, por indicação de seus empresários e recomendação de Alfredo Sampaio. 

### Bangu
Foi um dos destaques da equipe de Moça Bonita no Torneio Rio-São Paulo e no Campeonato Carioca de 2002. Na semifinal do estadual, o Bangu empatava com o Fluminense por 0 a 0 no Maracanã, resultado que classificava o Tricolor à final. Aos 14 minutos do segundo tempo da prorrogação, o goleiro Eduardo saiu do gol para tentar ajudar no ataque, e após cobrança de falta de Zada, marcou, de cabeça, o gol que levaria o Bangu à final do Campeonato Carioca. Mas o árbitro Reinaldo Ribas anulou o gol legal, alegando toque de mão do goleiro no lance. 
A decisão do juiz gerou muitas reclamações por parte dos atletas do Bangu. Eduardo foi expulso de campo, houve tumulto e intervenção da polícia militar, e no final, o time do Bangu se recusou a terminar a partida, a mando do então presidente, Rubem Lopes. "O árbitro não sabe nem o que marcou. Primeiro ele disse que eu fiz o gol com a mão, depois ele voltou atrás e marcou falta de ataque. Não houve nem uma coisa nem outra. Levei joelhada nas costas, a bola bateu na minha cabeça e entrou", declarou o goleiro, à epoca, ao Jornal dos Sports. 

### Atlético-MG
Devido à uma cirurgia no ombro esquerdo do titular Velloso, no dia 15 de maio de 2002, o Atlético-MG acerta com Eduardo para disputar a posição com Edmar, se juntando ao clube mineiro ao final do Campeonato Carioca.   Edmar começa o Campeonato Brasileiro como titular. 
Eduardo toma a posição durante o intervalo da partida contra o Palmeiras, pela quinta rodada da competição, por conta de uma lesão de Edmar  e se destaca pelo Galo, ocupando o posto de titular até o retorno de Velloso, no fim do ano.
Eduardo segue no Galo em 2003 como reserva imediato de Velloso, assumindo a titularidade em algumas ocasiões, mas não obtendo muito brilho. Durante uma partida contra o Juventude, pela 21ª rodada do Brasileirão, Eduardo foi o herói na vitória do Atlético-MG por 2 a 1, nos acréscimos do segundo tempo, marcando o gol da virada de cabeça após cobrança de escanteio. 
Conquista a posição em definitivo quando o experiente goleiro lesiona novamente o ombro, em 2004. Durante o clássico contra o Cruzeiro, pela final do Estadual de 2004, Eduardo se envolve em uma briga com o zagueiro Cris, o que lhe rende uma suspensão de 120 dias.
Eduardo segue como titular enquanto durava o efeito suspensivo da punição. Na 17ª rodada do Brasileirão, perde a posição para o recém-contratado Danrlei, após cometer algumas falhas e ser barrado pelo técnico Jair Picerni.  Chegou a ter uma chance como titular na vitória por 4 a 0 sobre o Paraná, na 19ª rodada, mas esta seria sua última partida com a camisa do Galo.

### Grêmio
Buscando outra oportunidade como titular em um grande clube, Eduardo é negociado com o Grêmio em uma troca pelo lateral-direito George Lucas. Apesar de ser o titular da meta gremista, Eduardo era alvo de críticas da torcida, que pedia que o reserva Márcio, titular no ano anterior, voltasse ao posto. Em maio de 2005, após apenas cinco meses na equipe gaúcha, Eduardo pede seu desligamento do clube devido à pressão que sofria por parte da torcida. 

### Brasiliense
Menos de duas semanas após deixar o Grêmio, Eduardo acerta com o Brasiliense para a disputa da Série A de 2005. Assume a titularidade na 9ª rodada, tendo algumas boas atuações como falhas marcantes, como em dois dos três gols na derrota por 3 a 2 para o Corinthians, na 29ª rodada. Estas falhas acabaram por relegar o jogador ao banco de reservas pelas duas partidas seguintes. Com a equipe já rebaixada antecipadamente, Eduardo foi dispensado antes da última rodada do campeonato.

### Náutico
O goleiro acerta com o Náutico para a Série B de 2006.   Assume a titularidade da meta alvirrubra na 6ª rodada, permanecendo até o fim da competição. Apesar de ser um dos destaques da equipe pernambucana durante a campanha que levou o clube ao acesso para a primeira divisão, Eduardo não permanece em Recife para 2007, optando por disputar o Campeonato Carioca pelo America-RJ, voltando a defender o Timbu durante a Série A de 2007. Ao final da competição, renovou seu contrato até o fim de 2010. Foi titular no Timbu em 2007 e 2008, alternando momentos como ídolo da torcida por suas boas defesas com momentos de forte crítica e perseguição.  Ainda em 2008, chegou a ser anunciado pelo Botafogo para substituir o goleiro titular Lopes, lesionado, mas voltou atrás e permaneceu no time pernambucano. 
Após começar o ano de 2009 como titular, Eduardo perde a posição para Glédson, e rescinde seu contrato ao final do ano, após o rebaixamento no Brasileirão. Ao total, Eduardo vestiu a camisa do Náutico em 152 partidas.

### Brasiliense (segunda passagem)
Eduardo chegou a negociar com o Fortaleza, mas acabou assinando com o rival Ceará para a temporada de 2010, sendo indicado pelo técnico Paulo César Gusmão.  O arqueiro não consegue se firmar no Vovô e é dispensado em menos de um mês. Em fevereiro, acerta seu retorno ao Brasiliense. 
Chega para ser reserva de Guto durante a Série B de 2010, assumindo a posição após o titular sofrer uma subluxação no ombro direito.  Foi titular em 25 jogos mas não conseguiu evitar a queda da equipe para a Série C.

### Resende
O goleiro volta ao futebol carioca em 2011, defendendo as cores do Resende. Capitão do time, Eduardo é titular absoluto durante o Cariocão, atuando em 17 partidas.

### Figueirense
Ao fim do estadual, acerta com o Figueirense para ser reserva de Wilson na Série A. 
Após apenas um mês no Figueira, Eduardo anuncia sua aposentadoria, após um exame realizado pelo médico do clube, Sérgio Parucker, apontar um problema de dilatação em sua artéria aorta torácica.

## Carreira como técnico
Após um período de estágio com técnicos do futebol brasileiro como Jorginho, Muricy Ramalho e Abel Braga,  Eduardo tornou-se auxiliar-técnico do Duque de Caxias e, em 2012, após a saída de Mário Marques para o Goytacaz, virou treinador do time profissional do Tricolor da Baixada.  Sua primeira partida como técnico é contra o Macaé, pela 1ª rodada da Taça Rio de 2012, sendo derrotado por 2 a 1. Comanda o time até o final da competição, terminando em quinto lugar na chave, com oito pontos em oito jogos.
Ainda em 2012 assumiu o Resende, levando a equipe às semifinais da Copa Rio. Faz uma boa campanha no Campeonato Carioca até maio de 2013, quando pede o seu desligamento do clube após saber que não ficaria no cargo após o fim do campeonato estadual. 
Em julho de 2013, retornou ao comando do Duque de Caxias para a Série C do Brasileirão, novamente substituindo Mário Marques.  Sua segunda passagem pelo Tricolor da Baixada termina de forma controversa no dia 3 de outubro do mesmo ano. Na ocasião, a diretoria do clube argumentou que a empresa de agenciamento BRFoot, que detinha os direitos de alguns jogadores, ofereceu pagar um prêmio financeiro caso o Duque de Caxias escapasse do rebaixamento para a quarta divisão. O acordo só seria válido, no entanto, se o auxiliar Milton Júnior fosse efetivado no lugar de Eduardo. A troca aconteceu e a equipe carioca se livrou da queda. Pouco menos de um ano depois, a empresa negou a informação. 
É anunciado no final do ano como técnico do Gama para a disputa do Candangão em 2014.  Não consegue levar o alviverde ao título estadual, perdendo para o Sobradinho nas quartas-de-final. Ao final da competição, retorna ao Duque de Caxias para sua terceira passagem, que dura pouco mais de um mês - o técnico pede demissão após três jogos e três derrotas para "resolver problemas particulares." 
Em outubro de 2014 foi anunciado pelo Nova Iguaçu como novo técnico do Carrossel da Baixada, para o Carioca de 2015. Após um empate na estreia e seis derrotas consecutivas, entregou o cargo depois de sofrer uma goleada por 4 a 0 diante do Madureira. 
No final de 2015, acerta para comandar o Profute em seu retorno ao futebol profissional. Em novembro de 2016 foi anunciado pelo Bangu como novo técnico do alvirrubro, para o Carioca de 2017. No dia 13 de fevereiro de 2017, Eduardo Allax foi demitido do Bangu após a derrota por 4 a 0 para o Fluminense. Ele comandou a equipe em quatro jogos, sendo dois empates e nenhuma vitória.
No dia 22 de abril de 2017, a diretoria do Boavista anunciou Eduardo Allax como novo treinador para o restante da temporada, com o principal objetivo o titulo da Série D nacional. Em outubro de 2017, a diretoria do Verdão anunciou a renovação com Eduardo para a próxima temporada, após a conquista da Copa Rio, que credenciou a equipe a uma vaga na Copa do Brasil do próximo ano e a permanência do treinador no clube. O Boavista realizou um ótimo início de temporada em 2018 sob o comando de Eduardo Allax, se sagrando vice-campeã da Taça Guanabara e garantindo vaga mais uma vez para a Série D do próximo ano. 
No dia 29 de março de 2018, Eduardo Allax deixa o comando do time de Saquarema após 11 meses, colecionando 30 jogos com 14 vitórias, 7 empates e nove derrotas.  Após o fim de sua passagem pelo Boavista, Eduardo é encarregado de tentar levar o Audax Rio à elite do futebol carioca.  Após uma campanha mediana na Taça Santos Dumont, Eduardo leva o Audax ao título da Taça Corcovado, o segundo turno da Série B1 do Cariocão. Não consegue o acesso, após ser derrotado nos dois jogos das semifinais pelo Americano. O Audax também chega às semifinais da Copa Rio, novamente sendo eliminado pela equipe de Campos.
Eduardo retorna ao Boavista em 2019. Com o comando do ex-goleiro, o Verdão de Saquarema faz uma campanha sem brilho no Campeonato Carioca, sem correr riscos de rebaixamento mas sem pleitear uma vaga nas semifinais. Na Copa do Brasil, é eliminado logo na primeira partida contra o Figueirense. Na Série D, a equipe avança com a melhor campanha entre os segundos colocados, eliminando o Novorizontino na segunda fase, na disputa de pênaltis, mas acaba caindo nas oitavas-de-final para o eventual campeão Brusque. Eduardo comanda o Boavista também na Copa Rio, na qual sua equipe também é eliminada pelo campeão da competição, perdendo nos pênaltis para o Bonsucesso após dois empates sem gols. Ao final do ano, o treinador deixa o clube. 
Em 2020 inicia sua segunda passagem como treinador pelo Bangu, clube que também defendeu como jogador. É eliminado da Copa do Brasil após empatar com o Oeste em casa, na primeira fase.    

### Estatísticas como treinador
Atualizado até 25 de abril de 2020.
| Equipe          | Jogos | Vitórias | Empates | Derrotas | Aproveitamento |
| --------------- | ----- | -------- | ------- | -------- | -------------- |
| Duque de Caxias | 20    | 4        | 7       | 9        | 31.67%         |
| Resende         | 37    | 16       | 7       | 14       | 49.55%         |
| Gama            | 13    | 5        | 3       | 5        | 46.15%         |
| Nova Iguaçu     | 7     | 0        | 1       | 6        | 46.15%         |
| Bangu           | 14    | 2        | 7       | 5        | 30.95%         |
| Boavista        | 57    | 27       | 12      | 18       | 55.17%         |
| Audax Rio       | 31    | 16       | 7       | 8        | 59.14%         |

## Títulos

### Boavista
- Copa Rio: 2017